# 高裔
高裔，直隸顺天府宛平县人，清朝政治人物。进士出身。
康熙十五年，登丙辰科进士，官至大理寺卿。